# 마라/사드

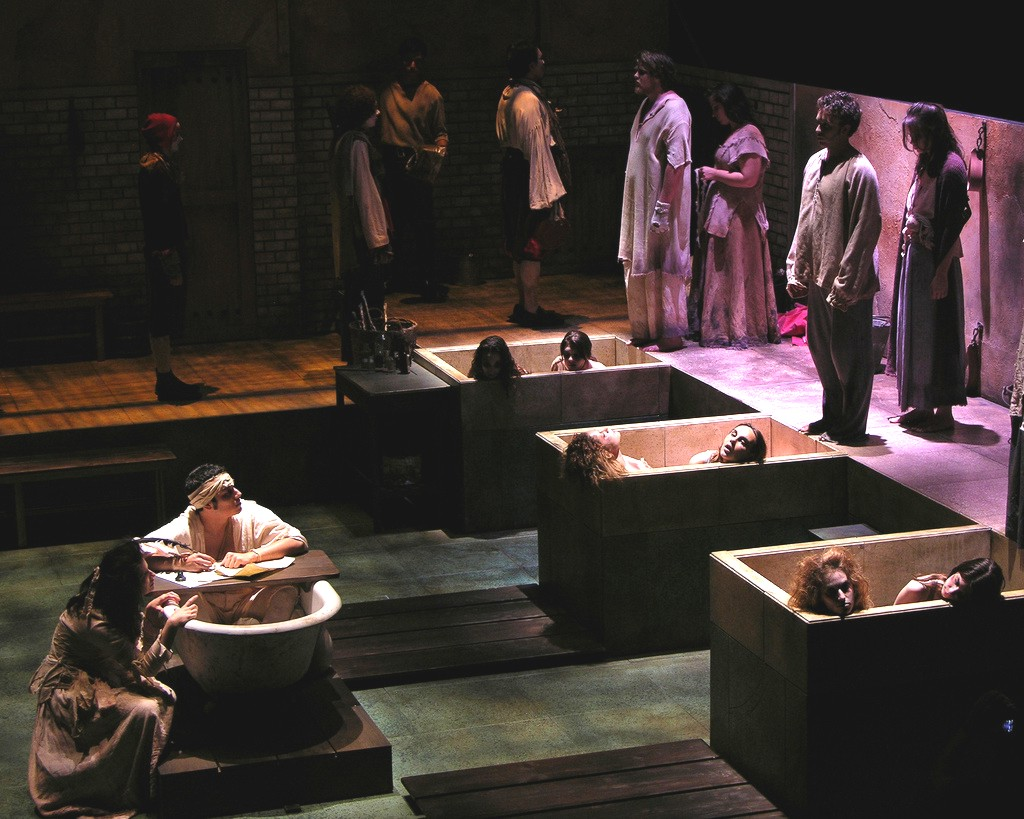

＜마라/사드＞(Marat/Sade)는 페터 바이스의 1963년 희곡이다. 1964년 초연되었으며 프랑스 혁명기 급진적인 언론인이자 정치 지도자인 장폴 마라의 암살 사건을 모티프로 한 극중극이다. 페터 바이스의 가장 중요한 작품 중 하나로 알려져 있다.

## 개요
＜마라/사드＞는 독일 극작가 페터 바이스의 가장 중요한 작품 중 하나로 손꼽힌다. 페터 바이스는 이 작품에서 프랑스 극작가 사라를 통해 1793년 샤를로트 코프데에 의해 살해된 프랑스 혁명기의 급진적 언론인이자 정치 지도자 장폴 마라의 암살 사건을 재현했다.
샤랑통 정신병원에 수감된 사라는 장폴 마라의 암살을 소재로 한 드라마를 구상해 다른 수감자들과 함께 병원에서 작품을 공연한다. 마라의 삶과 죽음을 다룬 이 연극은 춤과 노래, 철학적 논쟁까지 더해지며 프랑스 혁명기의 혼란과 폭력을 모방한 듯 빠르고 혼란스럽게 진행된다. 사드와 수감자들은 연극을 통해 정의의 본질, 국가의 역할과 개인의 자유라는 상충하는 가치를 두고 철학적인 질문과 씨름한다. 연극에 참여했던 수감자들은 점점 자기가 맡은 역할과 현실을 혼동하게 되고, 병원은 결국 폭동의 장이 되어 버린다.
극중극의 작자 사드는 프랑스 혁명의 이상에 환멸을 느끼고 당시의 폭력과 혼돈을 자신의 욕망과 충동에 탐닉할 기회로 여기는 인물이다. 성 본능에 대한 날카로운 관찰을 바탕으로 인간의 자유와 악의 문제에 천착한 프랑스 소설가 사드를 극화한 이 캐릭터는 열정적이고 이상주의적인 혁명가 마라와 대비되어 개인과 사회의 관계라는 작품의 핵심 주제를 드러낸다.
페터 바이스는 마라에 대한 사드의 견해를 통해 정의를 내세운 정치 혁명이 개인의 자유에 대한 새로운 형태의 억압과 폭력으로 이어질 수 있음을 경고한다. 독자는 혁명의 당위가 민중의 광기를 어떻게 폭발시키는지, 그것이 어떻게 새로운 지배 논리에 의해 또 다른 폭력과 억압을 낳는지 보게 된다.
이 작품은 혁신적이고 실험적인 형식으로도 유명하다. 역사적 사실과 연극적 발견이 어우러진 현대 연극의 고전으로 손꼽힌다.